# K’Von Wallace
K’Von Wallace (* 25. Juli 1997 in Highland Springs, Virginia) ist ein US-amerikanischer American-Football-Spieler auf der Position des Safeties. Er steht aktuell bei den Seattle Seahawks in der National Football League (NFL) unter Vertrag. Zuvor spielte Wallace drei Jahre lang für die Philadelphia Eagles sowie kurzzeitig bei den Arizona Cardinals und den Tennessee Titans.

## Frühe Jahre
Wallace ging in seiner Geburtsstadt Highland Springs, Virginia, auf die Highschool. Zwischen 2016 und 2019 besuchte er die Clemson University. 2016 und 2018 gewann er mit dem Collegefootballteam, den Tigers, die nationale Meisterschaft. In 59 Spielen erzielte er 156 Tackles, fünf Interceptions und zwei Sacks.

## NFL
Wallace wurde im NFL-Draft 2020 in der vierten Runde an 127. Stelle von den Philadelphia Eagles ausgewählt. Am zweiten Spieltag der Saison 2020 sicherte er einen Fumble im Spiel gegen die Los Angeles Rams von Wide Receiver Cooper Kupp, während eines Punt-Returns.
Am 28. September 2021 wurde er aufgrund einer Schulterverletzung auf die Injured Reserve List gesetzt. Am 30. Oktober wurde er wieder aktiviert.
Im NFC Championship Game am 29. Januar 2023 gegen die San Francisco 49ers wurden Wallace und Trent Williams, Offensive Tackle der 49ers, nach einer körperlichen Auseinandersetzung vom Spiel ausgeschlossen. Die Eagles gewannen das Spiel mit 31:7 und zogen so in den Super Bowl LVII gegen die Kansas City Chiefs ein, welcher jedoch mit 38:35 verloren ging.
Im Rahmen der Kaderverkleinerung auf 53 Spieler vor Beginn der Saison 2023 wurde Wallace von den Eagles entlassen und anschließend via Waiver-Liste von den Arizona Cardinals unter Vertrag genommen. In sechs Spielen, davon fünf als Starter, verzeichnete er 43 Tackles, eine Interception und vier abgewehrte Pässe. Am 24. Oktober 2023 wurde Wallace von den Cardinals entlassen und daraufhin über die Waiver-Liste von den Tennessee Titans verpflichtet.
Im März 2024 nahmen die Seattle Seahawks Wallace unter Vertrag.